# Split (film din 2016)
Split este un film american psihologic, horror, thriller din 2016, scris și regizat de M. Night Shyamalan. Filmul îi are în rolurile principale pe James McAvoy, Anya Taylor-Joy și Betty Buckley și spune povestea unui bărbat cu 23 de personalități diferite, care răpește și sechestrează trei fete adolescente într-un loc subteran izolat.
Filmările au început pe 11 noiembrie 2015, în Philadelphia, Pennsylvania. Filmul a avut premiera la Fantastic Fest pe data de 26 septembrie 2016 și a fost lansat în Statele Unite pe 20 ianuarie 2017 de către Universal Pictures. Filmul a primit recenzii în general pozitive și a fost un mare succes financiar, cu încasări de $275 milioane în întreaga lume la un buget de 9 milioane de dolari.

## Povestea
Trei adolescente, Claire, Marcia și o fată pe nume Casey, sunt răpite și ținute captive de către "Dennis", una din cele 23 de personalități prezente în mintea lui Kevin Wendell Miez, care a fost abuzat în copilărie și care e diagnosticat cu tulburare de identitate disociativă.
De-a lungul anilor, Kevin a fost tratat de către psihiatrul său Dr. Karen Fletcher și pare a fi stabil: în mintea lui, toate personalitățile lui stau pe scaune într-o cameră și își așteaptă rândul pentru a merge "în lumină", adică să controleze corpul, în timp ce "Barry" decide cine urmează să meargă în lumină. Două personalități, "Dennis" și "Patricia", sunt ținute afară din cauza tendințelor perverse și a tulburării obsesiv–compulsive a lui Dennis și din cauză că ambele personalități idolatrizează "Bestia", a 24-a personalitate care doar se spune că ar exista. Cele trei fete își dau seama de boala lui Kevin atunci când o întâlnesc "Patricia", care se îmbracă ca o femeie. Casey încearcă să se împrietenească cu "Hedwig", o personalitate care pretinde a fi un băiat de nouă ani, care mărturisește că fetele vor fi sacrificate "Bestiei". El spune că a furat control asupra luminii de la "Barry" și a fost convins să îi ajute pe "Dennis" și "Patricia". Când Claire încearcă să scape, "Dennis" o închide într-o celulă separată.